# Jean-Hilaire Aubame
Jean-Hilaire Aubame (Libreville, 10 de noviembre de 1912 - ibídem, 16 de agosto de 1989) fue un funcionario y político gabonés que ejerció como Ministro de Asuntos Exteriores de Gabón entre 1961 y 1963, en los primeros años posteriores a la independencia bajo el gobierno de Léon M'ba. Lideró el partido nacionalista Unión Democrática y Social de Gabón, uno de los principales partidos políticos de Gabón entre 1960 y 1968.
Aubame nació en una familia fang y quedó huérfano a temprana edad. Fue criado por el hermanastro de Léon M'ba , quien se convirtió en el principal rival político de Aubame. Animado por sus colegas, Aubame entró en política y fue el primer representante de Gabón en la Asamblea Nacional de Francia entre 1946 y 1958. Aubame también fue un líder en la solución de problemas africanos, en particular en el desarrollo del nivel de vida gabonés y la planificación de emplazamientos urbanos. El rápido ascenso de Aubame en la política gabonesa fue impulsado por el apoyo de las misiones y la administración, mientras que gran parte de la fuerza de M'ba provenía de los colonos.
Enfrentado con M'ba desde 1963 por su insistencia en crear un Estado de partido único, Aubame se convirtió en el principal rival político del presidente y líder de la oposición gabonesa, lo que condujo a que fuera brevemente instalado como «presidente interino» tras el Golpe de Estado del 17 de febrero de 1964, que depuso brevemente a M'ba. Aubame ejerció el poder durante solo tres días antes de ser depuesto por una intervención por parte de Francia para restituir a M'ba en el cargo. La UDSG perdió las elecciones legislativas de 1964, a pesar de fuertes denuncias de fraude electoral, en las que no se permitió a Aubame (preso tras el golpe) ser candidato.
A pesar de no haber participado en la planificación del golpe, Aubame fue condenado a diez años de trabajos forzados y otros diez de exilio forzado por el régimen de M'ba, donde fue sometido a golpizas recurrentes. El sucesor de M'ba, Omar Bongo, instaló un régimen de partido único formal que disolvió la UDSG en 1968, pero en 1972 permitió el retorno de Aubame a Gabón, donde ejerció ocasionalmente como «asesor especial». Murió en 1989.